# Білинський заказник
Бі́линський зака́зник — ботанічний заказник місцевого значення в Україні. Розташований у межах Сарненського району Рівненської області, на південний захід від села Біловіж. 
Площа 100 га. Статус присвоєно згідно з рішенням Рівненського облвиконкому від 22.11.1983 року № 343 (зі змінами рішення облвиконкому № 98 від 18.06.1991 року). Перебуває у віданні ДП «Остківський лісгосп» (Біловізьке л-во, кв. 36-38, 40-42). 
Статус присвоєно для збереження лісо-болотного природного комплексу. У деревостані переважає сосна.